# 黄河文明
黄河文明（こうがぶんめい）は、黄河の中・下流域で栄えた古代の中国文明の一つ。黄河の氾濫原で農業を開始し、やがて黄河の治水や灌漑を通じて政治権力の強化や都市の発達などを成し遂げていった。東アジアの歴史の教科書には「世界四大文明」のうちのひとつとして挙げられていることが多いが、現在は長江文明や遼河文明などさまざまな文明が中国各地で発見されているため、四大文明に黄河文明のみを取り上げる手法はもはや古くなっている（最近の教科書では、「黄河・長江流域の文明」のようにややぼかした表現になっている）。
新石器時代の仰韶（ヤンシャオ）文化から龍山（ロンシャン）文化を経て、殷・周の青銅器文化に発展していった。

## 裴李崗文化
裴李崗文化（紀元前7000年？～紀元前5000年？）の代表遺跡は河南省新鄭県裴李崗。円形・方形の竪穴建物に暮らし、粟といった畑作農業が行われていた。艶出しした紅褐色の陶器や磨製石器などを特色とする。

## 老官台文化
老官台文化（紀元前6000年？～紀元前5000年？）の代表遺跡は陝西省華県の老官台遺跡。円形の竪穴建物に暮らし、粟作といった畑作農業が行われていた。暗紅色の夾砂陶を特色とする。

## 北辛文化
北辛文化（紀元前6000年？～紀元前5000年？）の代表遺跡は山東省滕県官橋鎮北辛村。黄褐色の陶器を特色とする。

## 磁山文化
磁山文化（紀元前6000年？～紀元前5000年？）の代表遺跡は河北省武安県磁山。円形・楕円形の竪穴建物に暮らし、粟作といった畑作農業が行われていた。紅褐色の夾砂陶を特色とする。

## 仰韶文化
仰韶文化（紀元前4800年？～紀元前2500年？）は1921年、河南省澠池県仰韶村で発見された彩陶（赤地に彩色した土器）を特色とする文化。
前期（紀元前4800年ころ）は紅陶が主流で、代表遺跡は陝西省西安市半坡、仰韶半坡類型文化と称されている。母系制で、農村の階層化がみられる。前4000年頃にろくろの使用が見られる仰韶廟底溝類型文化が現れた。
後期（紀元前3500年以降）は、半坡後期類型・西王村類型・大司空類型・秦王塞類型の四種の文化に大別され、この頃には貧富の差がみられ、社会の分業・階層化が進んだ。

## 後岡文化
後岡文化（紀元前5000年？～紀元前4000年？）の代表遺跡は河南省安陽市後岡。北辛文化を継承して発展した。

## 大汶口文化
大汶口文化（紀元前4300年？～紀元前2400年？）は1959年、山東省寧陽県磁窯鎮堡頭村で遺跡が始めて発見された。のちに山東省泰安市大汶口でも遺跡が発見されて、こちらが代表遺跡となった。
前期は紅陶が主流だったが、後期には黒陶・灰陶が主流となった。後期の卵殻黒陶の高柄杯は、精巧で美しく、山東龍山文化に受け継がれた。

## 龍山文化
龍山文化（紀元前2500年？～紀元前2000年？）は中国中央研究院歴史語言研究所によって1930年、山東省章丘県龍山鎮で発見された黒陶（黒色土器）や灰陶を特色とする文化。黒陶は薄手で精巧に作られた黒色の土器で、製作にはロクロが使用されていた。焼成温度は約1000度以上。
後期には銅器の鋳造も行なっていた。中原龍山文化（陝西龍山文化・晋南豫西龍山文化・河南龍山文化）と山東龍山文化とに分かれる。
中原龍山文化は仰韶後期文化を継承し、灰陶が主流。骨を灼いてひび割れを見る占卜もこの頃始まったとされている。山東龍山文化は大汶口文化を継承しており、黒陶が主流。

## 二里頭文化
二里頭文化（紀元前2000年？～紀元前1600年？）は1959年、河南省偃師県二里頭で発見された。
遺跡は約二キロ四方で、中心部には二つの宮殿跡がある。この遺跡の人々は、晋南豫西龍山文化・河南龍山文化を継承し、青銅鋳造の技術を持っていたと考えられている。